# داوید گارسیا داپنا
داوید گارسیا داپنا (اسپانیایی: David García Dapena‎؛ زادهٔ ۳۰ سپتامبر ۱۹۷۷) دوچرخه‌سوار اهل اسپانیا است. وی در تور دو فرانس و جیرو دیتالیا شرکت کرده است.